# دهستان چمن
دهستان چمن نام دهستانی در بخش تخت سلیمان شهرستان تکاب، استان آذربایجان غربی در ایران است. 
براساس سرشماری مرکز آمار ایران در سال ۱۳۹۵، جمعیت این دهستان برابر با ۲٬۶۵۰ نفر (۸۳۵ خانوار) بوده‌است. 